# 嘉義市政府智慧科技處
嘉義市政府智慧科技處（簡稱智慧科技處或智科處）是嘉義市政府的直屬機關，1982年嘉義市政府成立企劃處，2018年企劃處因應智慧城市發展改制為智慧科技處。處長及副處長之下共有4科，分別是：管制考核科、綜合規劃科、應用服務科及資通建設科。主要業務有人民陳情、民意調查、公文檢核、施政計畫、智慧城市、資訊化、智慧化等。

## 組織架構
嘉義市政府智慧科技處在處長及副處長之下共設有4科。
- 處長
  - 副處長

### 內部單位

#### 管制考核科
- 為民服務平時考核
- 民眾申訴案件處理檢核與追蹤
- 監察案件管制與監察委員巡察業務
- 人民陳情、市長信箱案件管制與追蹤
- 中央補助計畫列管
- 總統府信箱、行政院長信箱轉交本府案件處理列管追蹤
- 防災會報列管事項
- 出國報告追蹤管制
- 議會決議案件管制及報告
- 年度重要工程管制
- 市務會議裁示事項管制
- 公共工程督導小組實勘、案件管制
- 文書流程管理與公文檢核

#### 綜合規劃科
- 本市綜合發展計畫
- 訂定本市中長期計畫暨檢討執行成效（配合市長任期訂定）
- 辦理年度重要施政計畫先期作業及本府年度施政計畫（草案）彙編
- 本府年度施政績效報告彙編
- 辦理與其他縣市政府協調會報
- 本府市政顧問遴聘及辦理市政（座談）研討會
- 彙整推動中央政策、院會指示事項
- 中央上級長官訪視簡報彙整
- 辦理營造國際友善環境建置計畫
- 健康城市暨高齡友善城市整合工作
- 雲嘉南區域合作平台及運作機制
- 辦理中台交流事務及設置嘉義市政府兩岸事務小組
- 辦理雲嘉嘉聯合治理會報
- 擴大市務會議專題講座
- 綜理夢想講堂業務

#### 資通建設科
- 辦理資訊安全業務及資訊安全管理制度(ISMS)維運
- 建置區域聯防情資分享機制及維運
- 資安治理成熟度規劃目標與執行績效，及落實資通安全責任等級各項應辦事項要求
- 辦理年度資安攻防演練及推動資安政策之實施
- 推展網路基礎建設(WiFi及物聯網)業務
- 資訊委外專案之評估策畫監督及管理
- 規劃資通訊服務與相關行政事務之處理
- 本府電腦機房軟硬體及周邊設備規劃與維運(含空調、環境控制、UPS不斷電、電力工程、監視及消防等系統)
- 機房設備相關業務及虛擬化平台與雲端資料服務之維運
- 辦理資訊設備資料備份及備援系統建置維護，電腦教室設備管理與維運
- 本府與所屬機關資通網路安全管理與運作
- 資安防護縱深軟硬設備及網路設備規劃、建置與維護
- 政府組態基準GCB導入、網際網路通訊協定IPV6與AD目錄服務系統之建置、維運與管理作業事項
- 資訊系統主機與網站技術稽核服務 (主機弱點掃描、網站滲透測試、資安健診等)，電腦設備安全環境建置及維護
- 本府機房伺服器及機關電腦硬體採購業務
- 本府暨所屬機關資訊安全教育訓練及電子郵件社交工程演練，與其他資訊業務查核與管考作業
- 西市場大樓電腦教室使用管理

#### 應用服務科
- 本府網站服務及單一簽入流程系統維護與管理
- 市政電子郵件維護管理等事項
- 電子化政府便民網路應用服務規劃開發及推廣
- 市府APP(愛嘉義)管理；網路票選雲端服務平台管理與維護
- 資料開放、大數據工作規劃及推動
- 市政業務資訊系統應用規劃、開發、維護及業務流程簡化
- 智慧健康城相關系統維運與管理
- 市政資料圖資倉儲及相關資料整合
- 網路E櫃檯、免書證免謄本平台維護與管理
- 本府暨所屬機關學校公文整合資訊系統管理與維護
- 本府電子化政府窗口
- 本府差勤系統維運與管理
- 辦理「市民免費電腦課程」及「縮短數位落差」
- 開放文書格式(ODF)推廣計畫及自由軟體教育訓練
- 辦理年度資訊教育訓練及新知講座
- 本府資訊軟體採購與管理

## 外部連結
- 嘉義市政府智慧科技處（页面存档备份，存于）（中文）（英文）